# Hospital (Villardevós)
Hospital (llamada oficialmente O Hospital) es una aldea situada en la parroquia de Osoño, del municipio español de Villardevós, en la provincia de Orense, Galicia.

## Demografía
| Gráfica de evolución demográfica de Hospital entre 2000 y 2023 |
|                                                                |
| Datos según el nomenclátor publicado por el INE.               |